# Tapinoma latifrons
Tapinoma latifrons este o specie de furnică din genul Tapinoma. Descrisă de Karavaiev în 1924, specia este endemică în Indonezia.